# Тріантафиллія Манліудакі
Тріантафиллія Манліудакі (19 березня 1986) — грецька ватерполістка.
Чемпіонка світу з водних видів спорту 2011 року.